# يونس الشامي
يونس الشامي باحث ومؤلف موسيقى في المغرب وخاصة الموسيقى الأندلسية المعروفة باسم موسيقى الآلة.
يعتبر يونس الشامي باحث أكاديمي وعضو في أكاديمية المملكة المغربية، وتقلد إدارة معهد الموسيقى والرقص بالرباط، ولهُ عدة مؤلفات موسيقية، كما مثل دولته في العديد من المناسبات الثقافية الفنية داخل المغرب وخارجها.